# Lijst van voetbalinterlands Burkina Faso - Zuid-Afrika
Deze lijst van voetbalinterlands is een overzicht van alle officiële voetbalwedstrijden tussen de nationale teams van Burkina Faso en Zuid-Afrika. De landen speelden tot op heden negen keer tegen elkaar. De eerste ontmoeting was een kwalificatiewedstrijd voor het Wereldkampioenschap voetbal 2002 op 27 januari 2001 in Rustenburg. Het laatste duel, een kwalificatiewedstrijd voor het Wereldkampioenschap voetbal 2018, werd gespeeld in Johannesburg op 7 oktober 2017.

## Wedstrijden
| № | Plaats       | Datum            | Competitie           | Wedstrijd                  | Uitslag |
| - | ------------ | ---------------- | -------------------- | -------------------------- | ------- |
| 1 | Rustenburg   | 27 januari 2001  | WK 2002 kwalificatie | Zuid-Afrika – Burkina Faso | 1 – 0   |
| 2 | Ouagadougou  | 1 juli 2001      | WK 2002 kwalificatie | Burkina Faso – Zuid-Afrika | 1 – 1   |
| 3 | Ségou        | 20 januari 2002  | Afrika Cup 2002      | Burkina Faso – Zuid-Afrika | 0 – 0   |
| 4 | Johannesburg | 3 juli 2004      | WK 2006 kwalificatie | Zuid-Afrika − Burkina Faso | 2 − 0   |
| 5 | Ouagadougou  | 3 september 2005 | WK 2006 kwalificatie | Burkina Faso − Zuid-Afrika | 3 − 1   |
| 6 | Johannesburg | 10 augustus 2011 | Vriendschappelijk    | Zuid-Afrika − Burkina Faso | 3 − 0   |
| 7 | Johannesburg | 17 augustus 2013 | Vriendschappelijk    | Zuid-Afrika − Burkina Faso | 2 − 0   |
| 8 | Ouagadougou  | 8 oktober 2016   | WK 2018 kwalificatie | Burkina Faso − Zuid-Afrika | 1 − 1   |
| 9 | Johannesburg | 7 oktober 2017   | WK 2018 kwalificatie | Zuid-Afrika − Burkina Faso | 3 − 1   |

## Samenvatting
| Competitie        | Totaal gespeeld | Winst Burkina Faso | Gelijk | Winst Zuid-Afrika | Doelsaldo Burkina Faso – Zuid-Afrika |
| ----------------- | --------------- | ------------------ | ------ | ----------------- | ------------------------------------ |
| WK-kwalificatie   | 6               | 1                  | 2      | 3                 | 6 − 9                                |
| Afrika Cup        | 1               | 0                  | 1      | 0                 | 0 − 0                                |
| Vriendschappelijk | 2               | 0                  | 0      | 2                 | 0 − 5                                |
| Totaal            | 9               | 1                  | 3      | 5                 | 6 − 14                               |

Wedstrijden bepaald door strafschoppen worden, in lijn met de FIFA, als een gelijkspel gerekend.